# Marlborough (Massachusetts)
Marlborough es una ciudad ubicada en el condado de Middlesex en el estado estadounidense de Massachusetts. En el censo de 2010 tenía una población de 38.499 habitantes y una densidad poblacional de 672,57 personas por km².

## Geografía
Marlborough se encuentra ubicada en las coordenadas 42°20′59″N 71°32′50″O / 42.34972, -71.54722. Según la Oficina del Censo de los Estados Unidos, Marlborough tiene una superficie total de 57,24 km², de la cual 54,04 km² corresponden a tierra firme y (5,59%) 3,2 km² es agua.

## Demografía
Según el censo de 2010, había 38.499 personas residiendo en Marlborough. La densidad de población era de 672,57 hab./km². De los 38.499 habitantes, Marlborough estaba compuesto por el 80,9% blancos, el 2,76% eran afroamericanos, el 0,24% eran amerindios, el 5,02% eran asiáticos, el 0,06% eran isleños del Pacífico, el 7,69% eran de otras razas y el 3,33% pertenecían a dos o más razas. Del total de la población el 10,84% eran hispanos o latinos de cualquier raza.